# Ubangi
Ubangi era uma antiga província na República Democrática do Congo, criada em 1962. Foi extinta em 1966. O nome Ubangi vem do rio Ubangui. Atualmente, na região existem as províncias de Ubangui do Norte e Ubangui do Sul, criadas com a Constituição de 2006.
1. ↑  Congo (Kinshasa) - Provinces. rulers.org.